# Saaxil
Saaxil (auch Sahil oder Sahel, zu Deutsch „Küste“) ist eine Verwaltungsregion (gobolka) im international nicht anerkannten Somaliland im Norden Somalias. Sie liegt an der Küste am Golf von Aden. Ihre Hauptstadt ist die Hafenstadt Berbera.
Die Region wurde 1996 von den Behörden Somalilands geschaffen, indem der Küstenstreifen der Region Woqooyi Galbeed als eigene Region ausgegliedert wurde. Gemäß der Verwaltungsgliederung Somalias gilt sie weiterhin als Teil der Region Woqooyi Galbeed, deren Hauptstadt Hargeysa ist.